# Lucía Bosé
Lucia Borloni Bosè (Milán, 28 de enero de 1931-Segovia, 23 de marzo de 2020) fue una actriz y modelo italiana nacionalizada española. Desde sus comienzos como Miss Italia 1947, musa del neorrealismo italiano, Bosé actuó en diferentes películas italianas y en algunas españolas. Fue la matriarca de una conocida saga de artistas, como el cantante Miguel Bosé, la actriz Paola Dominguín y la abuela de la modelo y cantante Bimba Bosé.

## Biografía

### Comienzos
Nacida en Milán el 28 de enero de 1931, sobre el nombre de sus padres existen informaciones contradictorias. Hija, según diversas fuentes, de Domenico Borloni y Francesca Bosè; Roberto Liberatori en Vi racconto Lucia Bosè afirma que, al contrario, el apellido del padre era Bosè y Borloni el de la madre. Empezó su carrera artística llamándose Borloni, pero tras llegar a España acabó decantándose por Bosè (o, castellanizado, Bosé). Tuvo dos hermanos: Aldo y Giovanni.
Dependienta de una pastelería milanesa, Pasticceria Galli, en 1947 participó en la octava edición del concurso Miss Italia, donde resultó ganadora, lo que le abrió las puertas del mundo del cine.
Interpretó un cortometraje de Dino Risi sobre las Cinco jornadas de Milán (1848, realizado en 1948-1949, con el asesoramiento artístico de Alberto Lattuada y Giorgio Strehler). Lucia Bosè debutó como protagonista de un largometraje en Non c'è pace tra gli ulivi (1950), de Giuseppe de Santis, último capítulo de la trilogía campesina del maestro neorrealista, en el cual tuvo el papel de una pastora de la Ciociaría, al lado de actores tan prestigiosos como Raf Vallone y Folco Lulli. En el mismo año, la actriz ofreció una significativa muestra de su talento en Cronaca di un amore, espléndida ópera prima de Michelangelo Antonioni en la cual Bosè interpreta con convicción a la protagonista, Paola Molon, en una historia en la que se analizan con minuciosidad los sentimientos de la alta burguesía milanesa en un trasfondo policial.

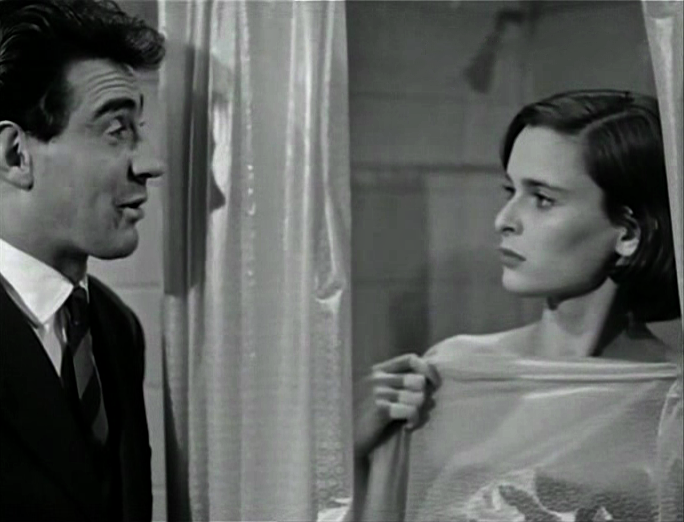
Bosè en Era lei che lo voleva! (1953).

Al cabo de poco tiempo, Bosè colaboró con de Santis otra vez: la actriz interpretó, en 1951, el papel de Simona en Roma ore 11, película que trata el tema del desempleo femenino y que ofrece una característica galería de retratos de mujeres magistralmente trazados (entre las intérpretes, cabe citar también a Carla del Poggio, Lea Padovani y Delia Scala). Antonioni, en 1953, ofrece a Bosè el papel de Clara Manni, en una película que narra la historia de una empleada que se convierte en actriz, se hace inmediatamente famosa y, luego, sufre un doble fracaso, sentimental y profesional: se trata del amargo La signora senza camelie, película sobre la dimensión poco auténtica del mundo cinematográfico, fiel espejo de la aridez que caracteriza las relaciones entre los seres humanos.
En el mismo periodo, también fue la protagonista de numerosas películas que confirmaron su facilidad de adaptarse con excelentes resultados a cualquier exigencia expresiva. La actriz se dedicó a la comedia rosa tardo-neorrealista, interpretando dos de los títulos más famosos de la filmografía de Luciano Emmer: el divertido París, siempre París (1951), con Aldo Fabrizi y, sobre todo, Tres enamoradas (1952), en la cual personificó a una modista que, tras convertirse en maniquí, no olvida sus orígenes modestos ni el amor por su novio, simple pero simpático.
Junto a Walter Chiari, Bosè también participó en numerosas películas de carácter cómico y burlesco, entre las cuales cabe señalar E' l'amor che mi rovina… (1951), donde interpretó a una joven profesora de esquí en la localidad de Sestriere, con la dirección de Mario Soldati.

### Éxitos y matrimonio en España

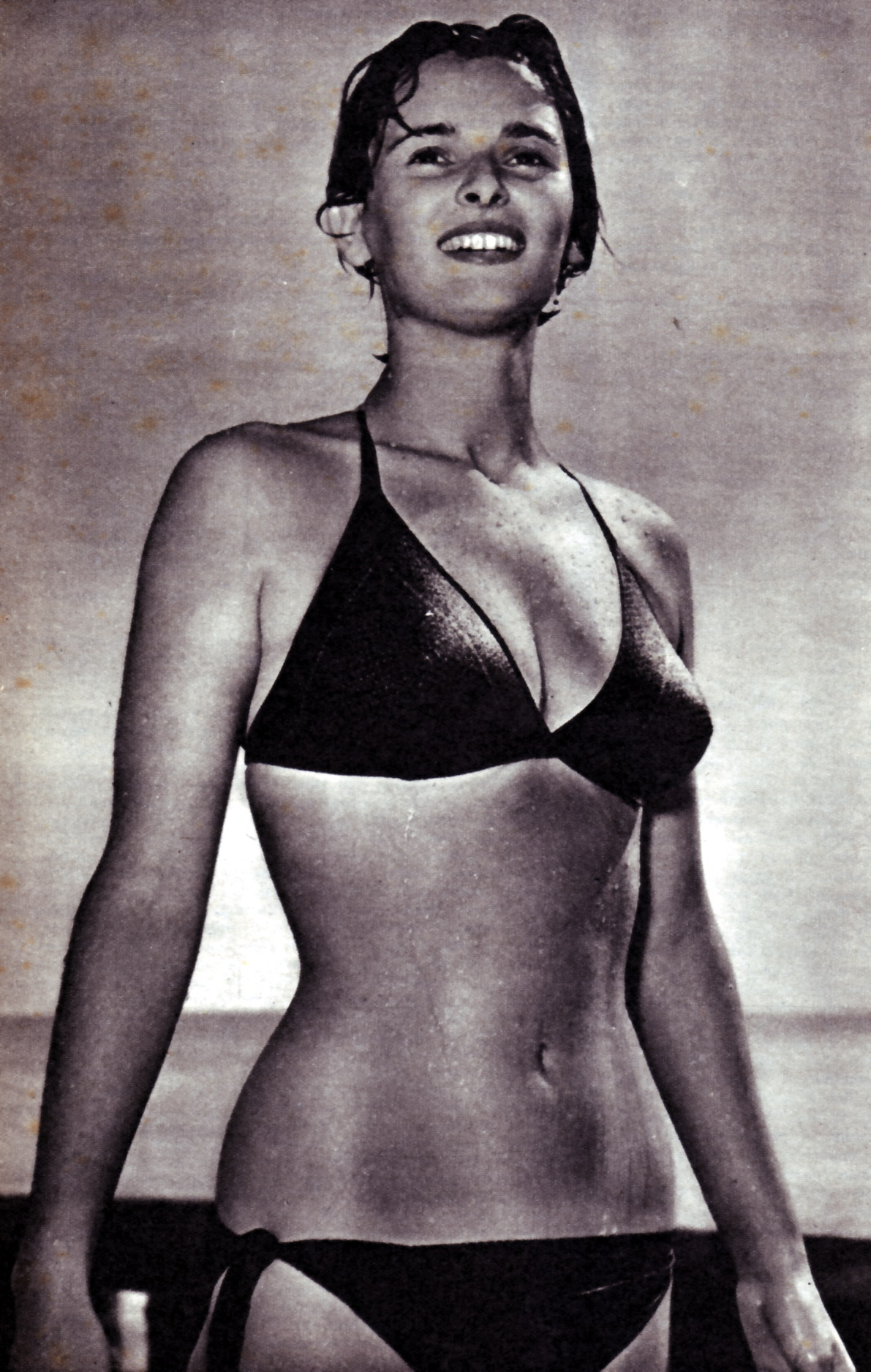
Lucía Bosé en La Settimana, 9 de septiembre de 1950

El año 1955 fue fundamental para la actriz; en efecto, fue la protagonista de tres importantes títulos que representaron todo un éxito profesional para una carrera que todavía estaba a los inicios. En Gli sbandati, de Francesco Maselli, trazó con extrema sensibilidad a la graciosa y alocada Lucia, de la cual se enamora el joven conde Andrea (Jean-Pierre Mocky). En Muerte de un ciclista, dirigida por Juan Antonio Bardem, ofreció una buena interpretación en una de las obras más interesantes. En Así es la aurora, dirigida por Luis Buñuel al volver a Francia tras su estancia en México, interpretó a Clara, una joven viuda italiana que reside en Córcega y vive una purísima historia de amor con el médico Valerio (George Marchal); cabe recordar que esta película es la única del genial cineasta aragonés con un final feliz.[cita requerida]

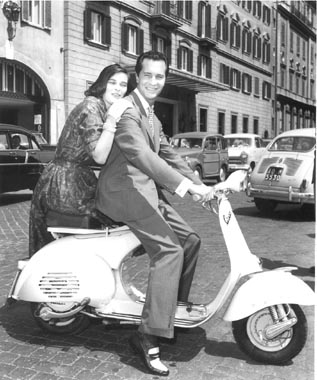
Fotografiada en la década de 1960 en Roma con Luis Miguel «Dominguín».

El 1 de marzo de 1955, contrajo matrimonio por lo civil en Las Vegas con el célebre torero español Luis Miguel «Dominguín» —a quien había conocido en una fiesta en la embajada de Cuba en 1954, durante la estancia de Bosè en España para el rodaje de Muerte de un ciclista—; y el 16 de octubre del mismo año lo hicieron por la iglesia, en la capilla de la finca familiar de Dominguín «Villa Paz», en la localidad de Saelices. El torero y la actriz tuvieron cuatro hijos y diez nietos:
- Luis Miguel González Bosé (artísticamente Miguel Bosé, 3 de abril de 1956). 
  - Diego González (2011), Tadeo González (2011), Ivo Palau (2011) y Telmo Palau (2011) (los cuatro nacidos por gestación subrogada).

- Lucía González Bosé (artísticamente Lucía Dominguín, 19 de agosto de 1957).
  - Eleonora Salvatore (artísticamente Bimba Bosé, 1975-2017, y madre de Dora Postigo (2004) y June Postigo (2011)), Rodolfo Salvatore (artísticamente Olfo Bosé) (1980), Jara Tristancho (1994) y Lucía Tristancho (artísticamente Palito Dominguín) (1996).

- Paola González Bosé (artísticamente Paola Dominguín, 5 de noviembre de 1960).
  - Nicolás Coronado (1988) y Alma Sofía Villalta (1997).

- Juan Lucas González Bosé, nacido y fallecido en 1962.

Por un tiempo se retiró de la carrera cinematográfica, que solo reemprendió tras separarse de su marido en 1967.[cita requerida] Se divorciaron en 1968.

### Retorno al cine
Entre 1968 y 1976, Lucía Bosé volvió a trabajar, solicitada en Italia y en el extranjero, tanto por maestros famosos como Federico Fellini, los Taviani, Bolognini, como también por directores más jóvenes. También fue protagonista de Nathalie Granger, película dirigida por la escritora y directora Marguerite Duras y coprotagonizada por Jeanne Moreau.[cita requerida]
Sin embargo, cabe recordar que el retorno al cine lo hizo bajo la dirección de Pere Portabella, exponente destacado de la Escuela de Barcelona, con Nocturno 29 (1968), película interpretada junto a Gabriele Ferzetti. En España, Bosé también participó en otras películas, entre las cuales cabe señalar Jutrzenka, un invierno en Mallorca (1970), de Jaime Camino, y Ceremonia sangrienta (1972), una película de género horror-erótico dirigida por Jorge Grau.[cita requerida]
En el Satiricón (1969), de Federico Fellini, Bosè aparece en una sola y memorable escena, pero en Sotto il segno dello Scorpione, el lúcido apólogo abierto a muchas claves de lectura que los hermanos Paolo y Vittorio Taviani dirigen en el mismo año, Bosè fue la protagonista, al lado de Gian Maria Volonté y Giulio Brogi.[cita requerida]
La colaboración de la actriz milanesa con Mauro Bolognini fue más articulada, y empezó con Metello (1970), siguió con Por las antiguas escaleras (1975), con Marcello Mastroianni y Françoise Fabian, y con la serie televisiva La cartuja de Parma (1982), en la que interpretó a la marquesa del Dongo.[cita requerida]
En el mismo periodo, siempre en Italia, Lucía Bosè participó en títulos interesantes que la estimularon a dar lo mejor de sí: en 1971, como una enferma mental, en L'ospite, de Liliana Cavani, al lado de Glauco Mauri; en 1972, participa en el extraño Arcana, de Giulio Questi, en el papel de una viuda que se dedica a la magia, y en La colonna infame, de Nelo Risi, basada en la obra de Alessandro Manzoni. La actriz mostró su madurez artística y su capacidad de introspección psicológica en Nathalie Granger (1972), película dirigida por Marguerite Duras en la cual es Isabel, la madre de la niña que da el nombre a la película.[cita requerida]
En 1976, tras su participación en Violanta, de Donald Schmid, y en La señora García se confiesa, para televisión, junto a Adolfo Marsillach, la carrera de Lucía Bosè sufrió una segunda interrupción; volvería al cine solo a finales de los años ochenta, interpretando a dos figuras maternas, en Crónica de una muerte anunciada (1987), de Francesco Rosi (basada en la famosa novela de Gabriel García Márquez); en Volevo i pantaloni (1990), de Maurizio Ponzi, una adaptación del best-seller homónimo de Lara Cardella, y en El avaro, versión cinematográfica de la obra maestra de Molière, dirigida por Tonino Cervi, con Alberto Sordi y Laura Antonelli.[cita requerida]

### Años 1990-2018

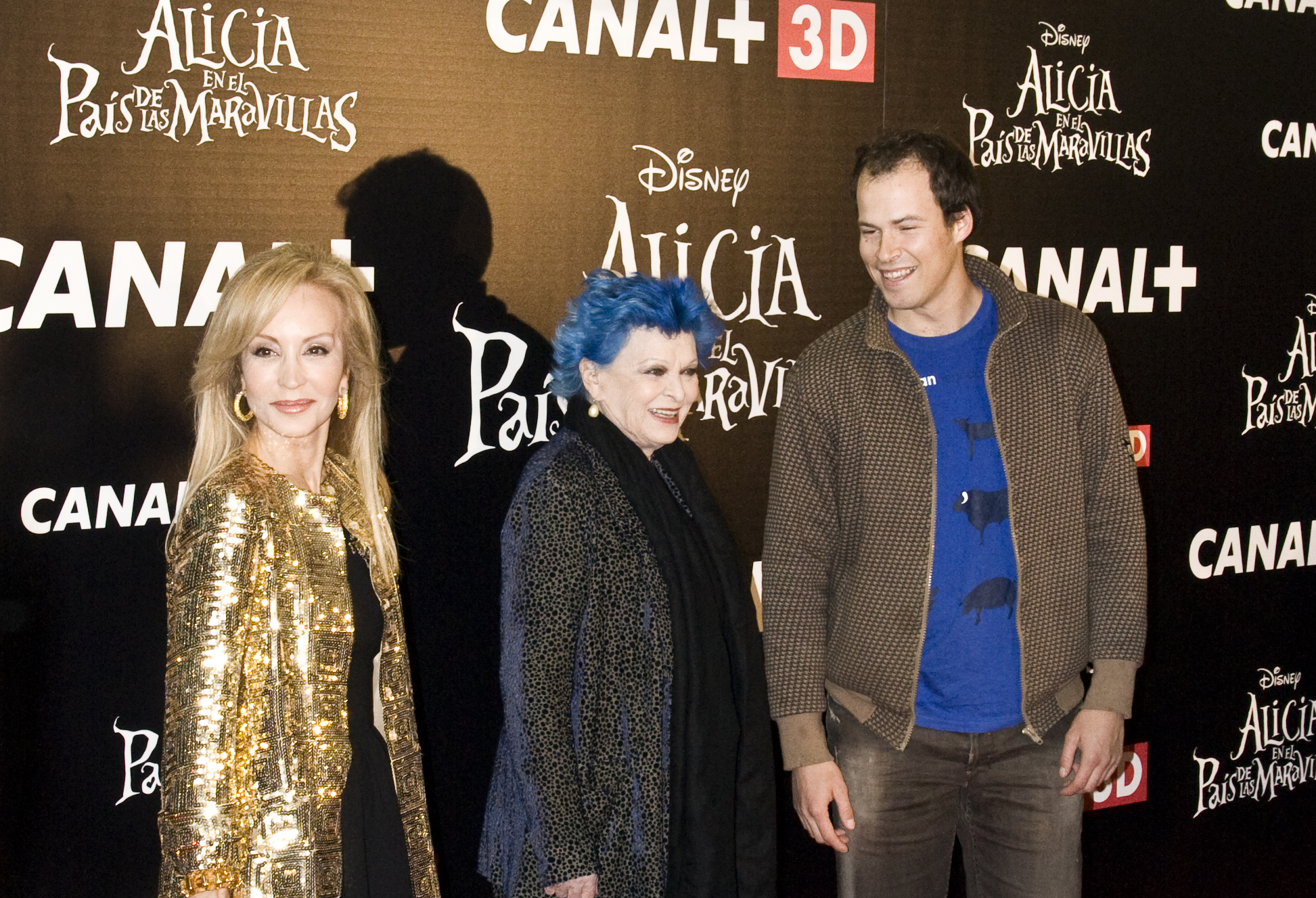
Fotografiada en el 2010.

En los años 1990, poco a poco fue espaciando cada vez más sus participaciones en el cine, sin dejar del todo de lado su profesión. Vivía en Brieva, España, país al que se había ligado sentimentalmente desde muchos años atrás. 
En 2000, decidió hacer realidad un sueño de su juventud: abrir el primer Museo de Ángeles del mundo. Creó, en el pueblo segoviano de Turégano, un museo dedicado a las representaciones de los ángeles, con más de ochenta obras de artistas contemporáneos procedentes de diversos países, así como diversas esculturas angelicales. En 2007 anunció el cierre temporal del museo, argumentando falta de apoyo de la Junta de Castilla y León.
En 2018 participó en el largometraje documental titulado La última toma, dirigido por Jesús Ponce y dedicado a la figura de Claudio Guerin-Hill, donde ofreció su testimonio como actriz a las órdenes del director.

## Fallecimiento
Lucía Bosé falleció el 23 de marzo de 2020 a los 89 años en el Hospital General de Segovia, en los primeros días de la pandemia de COVID-19 en España. Medios como RTVE y The Guardian informaron en ese momento que la causa fue una neumonía relacionada con el SARS‑CoV‑2.
No obstante, en abril de 2021 su hija, Lucía Dominguín, expresó públicamente que no tiene constancia de que se le realizara una prueba PCR y sugirió que falleció por una neumonía no relacionada con el virus. Además, en una entrevista de abril de 2021, Miguel Bosé declaró: “Mi madre no se murió de COVID” y afirmó que “a mi madre se la sedó hasta la muerte”, cuestionando el diagnóstico oficial y los protocolos sanitarios.
Estas afirmaciones han sido interpretadas en algunos medios como reflejo de una postura escéptica respecto a la gestión oficial de la pandemia. Sin embargo, otros analistas han señalado que podrían reflejar el desconcierto y la incertidumbre de muchas familias durante los primeros meses de la crisis sanitaria, cuando el acceso al diagnóstico por PCR era limitado y los protocolos médicos aún se estaban definiendo.
Además, según una investigación de *El Español* en abril de 2021, Lucía Bosé pasó sus últimos días en una planta habilitada para casos de COVID en el Hospital General de Segovia, sin opción de ingreso en la UCI y siendo sedada bajo protocolos paliativos establecidos en esa primera oleada. Como muchos ancianos españoles murió sola y sin poderse despedir de su familia. El artículo describe que se trató de una decisión por protocolo basada en su edad y fragilidad, y ha generado críticas que piden revisar y denunciar dichas medidas para el futuro.
Está enterrada en el Cementerio de Brieva, provincia de Segovia.

## Libros
Poesía
- Poemas de Somosaguas. Madrid: Ediciones 99. 1972.[18]

## Filmografía seleccionada
- Non c'è pace tra gli ulivi (1950) de Giuseppe de Santis.
- Crónica de un amor, (Cronaca di un amore) (1950)  de Michelangelo Antonioni.
- Roma hora 11, (Roma ora 11) (1951) de Giuseppe de Santis.
- París, siempre París, (Parigi è sempre Parigi) de Luciano Emmer.
- La señora sin camelias, (La signora senza camelie) (1953)  de Michelangelo Antonioni.
- Traicionada (Tradita) (1954) de Mario Bonnard.
- Sinfonía de amor (Sinfonia d'amore) (1954) de Glauco Pellegrini.
- Muerte de un ciclista (1955) de Juan Antonio Bardem.
- Así es la aurora, (Cela s’appelle l’aurore) (1955) de Luis Buñuel.
- El testamento de Orfeo, (Le testament d’Orphée) (1960) de Jean Cocteau.
- Nocturno 29 (1968) de Pere Portabella.
- Metello (1969) de Mauro Bolognini.
- Bajo el signo del escorpión (Sotto il segno dello scorpione) (1969) de los Hermanos Taviani
- Satiricón, (Fellini Satyricon) (1969) de Federico Fellini.
- Del amor y otras soledades (1969) de Basilio Martín Patiño.
- Jutrzenka, un invierno en Mallorca, (1970) de Jaime Camino.
- La casa de las palomas (1972) de Claudio Guerin.
- Ceremonia sangrienta (1973) de Jorge Grau.
- Vera, un cuento cruel (1973)  de Josefina Molina.
- Nathalie Granger (Nathalie Granger) (1974) de Marguerite Duras.
- Los viajes escolares (1974) de Jaime Chávarri.
- Manchas de sangre en un coche nuevo (1975) de Antonio Mercero.
- Lumière (1976) de Jeanne Moreau.
- Violanta (1977) de Daniel Schmid.
- Crónica de una muerte anunciada, (Cronaca di una morte annunciata) (1987) de Francesco Rosi.
- Brumal (1988) de Cristina Andreu.
- El niño de la luna (1988) de Agustín Villaronga.
- El último harén (Harem Suare) (1999) de Ferzan Ozpetek.
- A propósito de Buñuel (2000) de José Luis López-Linares.
- Alfonsina y el mar (2013) de David Sordella.